# Condado de Puck
Condado de Puck (polaco: powiat pucki) é um powiat (condado) da Polónia, na voivodia de Pomerânia. A sede do condado é a cidade de Puck. Estende-se por uma área de 577,85 km², com 75 204 habitantes, segundo os censos de 2007, com uma densidade 130,14 hab/km².

## Divisões admistrativas
O condado possui:
Comunas urbanas: Hel, Jastarnia, Puck, Władysławowo
Comunas rurais: Kosakowo, Krokowa, Puck
Cidades: Hel, Jastarnia, Puck, Władysławowo

## Demografia
População (dados de 30 de Junho de 2007):
|          | Total   | Total | Mulheres | Mulheres | Homens  | Homens |
| -------- | ------- | ----- | -------- | -------- | ------- | ------ |
|          | pessoas | %     | pessoas  | %        | pessoas | %      |
| Total    | 75 204  | 100   | 37 899   | 50,4     | 37 305  | 49,6   |
| Cidades  | 34 188  | 100   | 17 510   | 51,2     | 16 678  | 48,8   |
| Povoados | 41 016  | 100   | 20 389   | 49,7     | 20 627  | 50,3   |